# 오라클 RAC
오라클 RAC은 Oracle Real Application Clusters의 약자로서, 2001년 미국 오라클사가 개발한 클러스터링 및 고가용성을 위한 옵션이다. 오라클 RAC을 사용하면 여러 대의 컴퓨터가 동시에 한 대의 DBMS 서버에 접속하여 데이터를 이용할 수 있다. 이를 이용해 DB 클러스터링을 구현할 수 있다. 오라클 9i에 처음 도입되었다. 오라클은 오라클 클러스터웨어를 이용하여 노드 클러스터링을 사용한다는 조건 하에 스탠더드 에디션에 RAC를 포함시키고 있다.
오라클 RAC 환경의 볼륨 관리를 위해서 오라클 10g부터 지원되는 자동 스토리지 관리(ASM) 기능이나, 베리타스(Veritas) 등의 타사 솔루션을 이용할 수 있다. 고가용성과 페일오버를 위해 공유 디스크를 이용하는 오라클 RAC는 공유 디스크 없이 필요에 따라 노드 간의 역할을 스탠바이에서 프라이머리로, 또는 프라이머리에서 스탠바이로 바꾸는 오라클 데이터 가드와는 다르다.